# Parc national de Bia
Le parc national de Bia est un parc national de la Région Occidentale du Ghana d'une surface de 77,7 km2. Il a été désigné au titre de réserve de biosphère par l'Unesco en 1983.
Il y a certains des derniers restes de forêt forestière relativement vierge du Ghana avec sa diversité de la faune. 
La rivière Bia a donné son nom parc. 
Certains des plus grands arbres restés intacts en Afrique de l'Ouest se trouvent dans ce parc national.